# Зофювка (Груєцький повіт)
Зофювка (пол. Zofiówka) — село в Польщі, у гміні Блендув Груєцького повіту Мазовецького воєводства.
Населення — 166 осіб (2011).
У 1975-1998 роках село належало до Радомського воєводства.

## Демографія
Демографічна структура станом на 31 березня 2011 року:
|          | Загалом | Допрацездатний вік | Працездатний вік | Постпрацездатний вік |
| -------- | ------- | ------------------ | ---------------- | -------------------- |
| Чоловіки | 76      | 8                  | 54               | 14                   |
| Жінки    | 90      | 18                 | 47               | 25                   |
| Разом    | 166     | 26                 | 101              | 39                   |